# Мирасоландия
Мирасоландия (порт. Mirassolândia)  —  муниципалитет в Бразилии, входит в штат Сан-Паулу. Составная часть мезорегиона Сан-Жозе-ду-Риу-Прету. Входит в экономико-статистический  микрорегион Сан-Жозе-ду-Риу-Прету. Население составляет 4274 человека на 2006 год. Занимает площадь 166,421 км². Плотность населения — 25,7 чел./км².

## Статистика
- Валовой внутренний продукт на 2003 составляет 40.272.976,00 реалов (данные: Бразильский институт географии и статистики).
- Валовой внутренний продукт на душу населения на 2003 составляет 9.993,29 реалов (данные: Бразильский институт географии и статистики).
- Индекс развития человеческого потенциала на 2000 составляет 0,764 (данные: Программа развития ООН).